# Cerastium latifolium
Cerastium latifolium är en nejlikväxtart som beskrevs av Carl von Linné. Cerastium latifolium ingår i släktet arvar, och familjen nejlikväxter. Inga underarter finns listade i Catalogue of Life.

## Bildgalleri

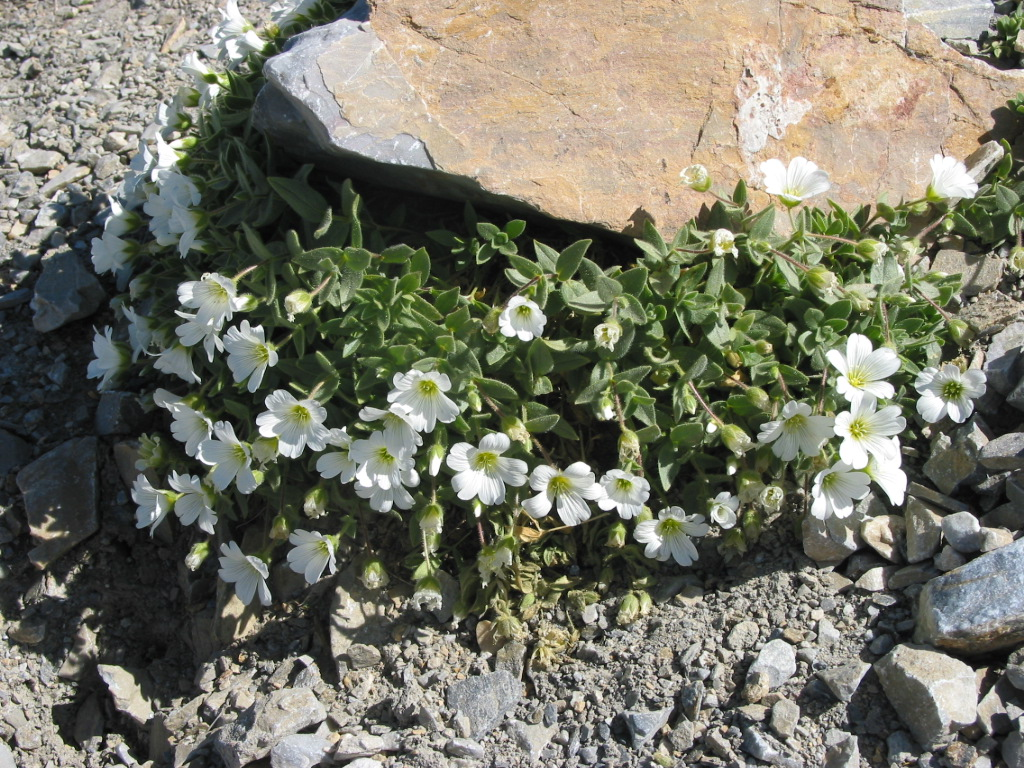
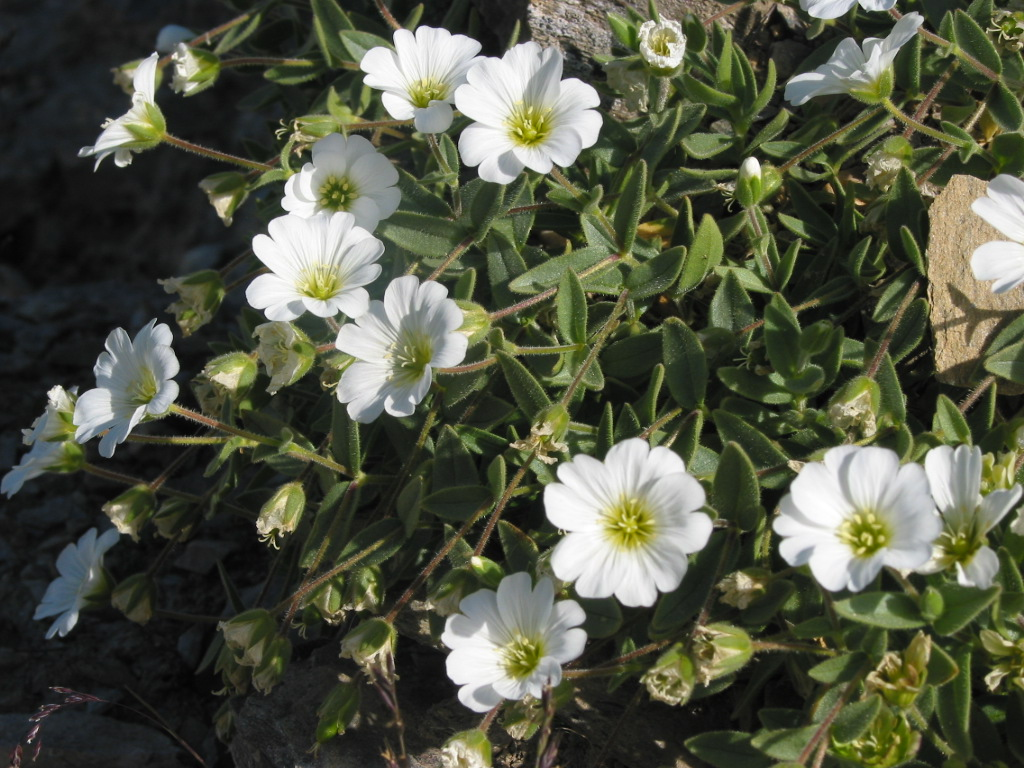